# Uksenøya
Uksenøya også kaldt Oksnøya på Sunnmøre i Møre og Romsdal fylke  i Norge, er ved siden af Nørvøya den vigtigste ø i Ålesund, men den har også har arealer  i Skodje kommune mod øst. Uksenøya er ca. 26 km lang, og den har et areal på 107,89 km². Den er skilt fra fastlandet med det smalle og lavvandede Dragsundet i Skodje, -  sundet er kun få meter dybt. 
Folketallet er 27.334 (2015), fordelt på 26.106 i Ålesund og 1.228 i Skodje. Uksenøya er Sunnmøres mest folkerige ø og en af de mest folkerige i landet. Her liggere  Ålesund sygehus og handelscenteret Moa. Blant boligområderne kan nævnes Hatlane, Åse, Lerstad, Spjelkavik, Blindheim og Emblem.
På den del af øen, der ligger i  Skodje, ligger blandt andet Digerneset erhvervspark og byen Valle med 498 indbyggere (2015).     
Øen har broforbindelse fra Vegsund til Sula kommune og færgeforbindelse til Sykkylven på fastlandet og til Nørvøya i vest. Europavej E39 og Europavej E136 og Dragsundbroen giver vejforbindelse til fastlandet i øst. Over Nørvasundet blev den første bro bygget af træ i 1838. Øerne Tørla og Humla er knyttet til Uksenøya med broforbindelse. 
Brusdalsvatnet (7,48 km²) på Uksenøya er den største sø på Sunnmøre. Det er delt mellem Ålesund og Skodje kommuner. Uksnøya var del af Borgund kommune fra 1837 til 1849 da Skodje blev en selvstændig kommune. Øen blev en del af Ålesund kommune da de tidligere kommuner Ålesund og Borgund blev slået sammen. Søen er drikkevandsforsyning for Ålesund. 
Borgundfjorden ligger sydvest for øen, Ellingsøyfjorden ligger mod nordøst og Storfjorden mod syd.